# Nightexpress
Nightexpress war eine deutsche Frachtfluggesellschaft mit Sitz in Frankfurt am Main und Basis auf dem Flughafen Frankfurt Main.

## Geschichte

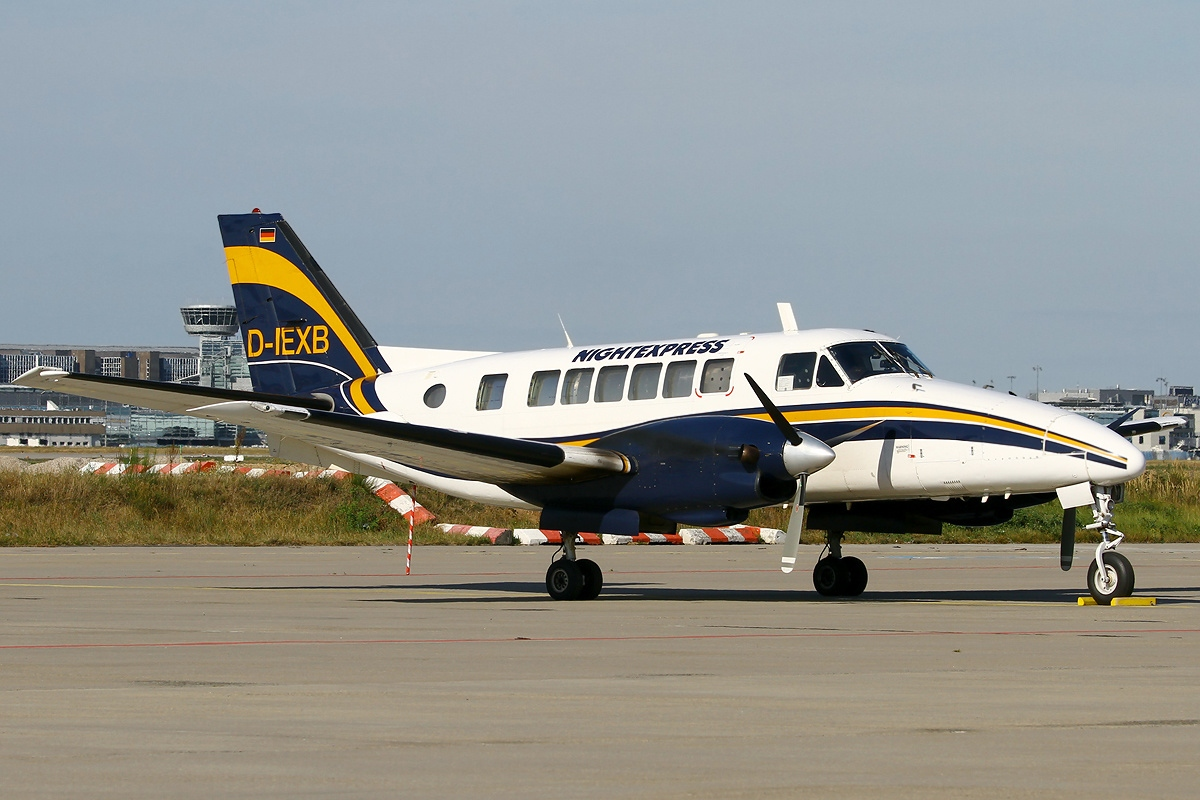
Eine Beechcraft Model 99 der Nightexpress

Nightexpress wurde 1984 gegründet. Im Jahr 2013 wurde sie vom britischen Logistikunternehmen Bespoke Distribution Aviation (BDA) aufgekauft. Danach flog Nightexpress als Tochtergesellschaft in deren Netzwerk und Corporate Design. Im Jahr 2017 gab Nightexpress, nach dem Verkauf der letzten Short 360, ihre Zulassung zurück und stellte den Betrieb ein.

## Flugziele
Nightexpress transportierte im europaweiten Frachtflugverkehr im Rahmen von Nachtflügen meist Automobil- bzw. Maschinenteile, Gefahrgut und Wertsachen sowie Druckerzeugnisse.

## Flotte
Mit Stand April 2017 bestand die Flotte der Nightexpress aus zwei Short 360-300-Frachtflugzeugen.
Die Wartung der Flugzeuge erfolgte am Flughafen Siegerland.

## Zwischenfälle
- Am 30. Juni 1999 verunglückte eine Beechcraft Model 99 (Luftfahrzeugkennzeichen D-IBEX), nachdem beide Triebwerke auf einem Frachtflug von London-Luton nach Frankfurt ausgefallen waren. Die Besatzung versuchte auf dem Flughafen Lüttich notzulanden. Das Flugzeug erreichte die Landebahn nicht und schlug nahe Seraing (Belgien) in einem Wald auf. Beide Piloten kamen ums Leben (siehe auch Nightexpress-Flug 114).[4]